# Сагитов, Абай Оразович
Абай Оразович Сагитов — советский и казахстанский учёный в области защиты растений, доктор биологических наук (1988), профессор (1990), академик НАН РК (2008).

## Биография
Родился 18 августа 1945 г. на станции Чарск Семипалатинской, ныне Абайской области.
Окончил Казахский сельскохозяйственный институт (1968).
В Казахском НИИ защиты растений: лаборант отдела энтомологии (1968-1969), аспирант (1969-1972), младший научный сотрудник (1973-1976), старший научный сотрудник (1976-1980), заведующий отделом защиты плодоовощных культур (1980-1989).
С 1989 г. в Казахском СХИ (с 1996 г. государственный аграрный университет, КазГосАГРУ): заведующий кафедрой фитопатологии (1989-1990), проректор по повышению квалификации (1990-1991), проректор по научно-исследовательской работе (1991-1996), заведующий кафедрой защиты растений (1996-2001).
С 2001 по 2018 годы генеральный директор Казахского научно-исследовательского института защиты и карантина растений.
В 1974 г. защитил кандидатскую, в 1988 — докторскую диссертацию. Профессор (1990). Академик Национальной академии наук Республики Казахстан (2008, член-корреспондент с 2001).

## Награды
Лауреат премии им. А. И. Бараева в области аграрной науки (2005). Награждён нагрудным знаком «За заслуги в развитии науки Республики Казахстан», орденом «Құрмет» (2012) и Орденом «Парасат» (2017).

## Научные публикации
Автор более 550 научных работ, в том числе более 15 статей в международных журналах с импакт-фактором, 18 монографий, 4 учебника, 4 учебных пособий, 25 брошюр, более 60 рекомендаций производству, 50 авторских свидетельств и 40 патентов, 85 инновационных патентов. Сочинения:
- Паразитические нематоды сельскохозяйственных культур / [А. О. Сагитов, А. А. Шестеперов]. — Алма-Ата : Кайнар, 1982. — 27 с. : ил.; 20 см.
- Фитонематология — сельскохозяйственному производству : (Опыт, прогнозы, управление) / А. О. Сагитов, К. А. Перевертин. — Алма-Ата : Кайнар, 1987. — 180,[3] с. : ил.; 20 см.
- Использование ЭВМ в практике защиты растений : (Информ. обеспечение науч.-техн. прогр.) : [Аналит. обзор] / А. О. Сагитов, Л. А. Жаманбаланова; Каз. НИИ НТИ и техн.-экон. исслед. — Алма-Ата : КазНИИНТИ, 1989. — 67,[2] с., [1] л. схем; 20 см.

Под его руководством защищены 9 докторских и 27 кандидатских диссертации, выпущены 12 PhD докторов и 30 магистров.
Наиболее значимые научные труды и публикации:
1. Alimbekova, A., Sagitov, A., Duisembekov, B., Chadinova, A., Alpysbayeva, K. (2021). Efficiency of using macrolophus nubilus H.S. for protecting tomatoes from major pests in the greenhouse conditions of South Kazakhstan. Agrivita, 43(3). Индекс цитирования – 1, Процентиль 48, Квартиль – Q3. DOI:10.17503/agrivita.v%vi%i.2857
2. Alpysbayeva, K., Alimbekova, A., Adilkhankyzy, A., Sagitov, A. (2021). The influence of bioecological factors on the development of the bracon during breeding under laboratory conditions. OnLine Journal of Biological Sciences, 21(2). Индекс цитирования-1, Процентиль 41, Квартиль – Q3. DOI: 10.3844/ojbsci.2021.188.198
3. Sagitov, A.O., Uspanov, A.M., Sarsenbaeva, G.B., Ussembayeva, Z.S., Tussupbayev, K.B. (2020). Pre-sowing treatment of Soybean seeds against seed infection. Ecology, Environment and Conservation, 26(2). Индекс цитирования – 1, Scopus: процентиль 28, Квартиль – Q3 
4. Lynch, A.M., Mukhamadiev, N.S., O'Connor, C.D., Ashikbaev, N.A., Sagitov, A.O. (2019). Tree-ring reconstruction of bark beetle disturbances in the Picea schrenkiana Fisch. et Mey. Forests of southeast Kazakhstan. Forests, 10(10). Индекс цитирования – 3, WOS. Q1, Scopus: процентиль 79. DOI: 10.3390/f10100912
Патенты:
1. Патент на полезную модель № 3710. Способ повышения плодородия почвы / Сагитов А.О., Каримов А.М., Набиев К.К., Семьянов А.М., Тудаков В.В., Агеенко А.В.; опубл. 01.03.2019 г.
2. Патент на изобретение № 33597. Штамм гриба Metarhizium robertsii (Metschn.) Sorokin UK-7 для получения биопрепарата против колорадского жука / Сагитов А.О., Глупов В.В., Дуйсембеков Б.А., Крюков В.Ю., Ярославцева О.Н., Успанов А.М., Тюрин М.В., Слямова Н.Д., Смагулова Ш.Б., Абдукадырова А.Д.; опубл. 03.05.2019 г.
3. Патент на изобретение № 33597. Штамм гриба Beauveria bassiana (Balsamo) Vuilllemin BSc3-15 для получения биопрепарата против жука короеда / Сагитов А.О., Леднев Г.Р., Дуйсембеков Б.А., Левченко М.В., Успанов А.М., Баймагамбетов Е.Ж., Слямова Н.Д., Смагулова Ш.Б., Макежанов А.М.; опубл. 03.05.2019 г.
4. Патент на изобретение № 33772. Штамм гриба Beauveria bassiana (Balsamo) Vuillemin BBL для получения биопрепарата против вредителей сельского хозяйства / Сагитов А.О., Леднев Г.Р., Берестецкий А.О., Дуйсембеков Б.А., Оразова С.Б., Успанов А.М., Левченко М.В., Слямова Н.Д., Смагулова Ш.Б.; опубл. 15.07.2019 г.
5. Патент на полезную модель №5361 от 24 июня 2020 г. «Способ комплексной защиты кукурузы от болезней и вредителей». Авторы: Джаймурзина А.А., Сагитов А.О.,Султанова Н.Ж., Сарсенбаева Г.Б., Умиралиева Ж.З., Болтаева Л.А.
6. Патент на полезную модель №5363 от 20 марта 2020 г. «Способ массового разведения макролофуса при защите томатов в условиях закрытого грунта от вредителей». Авторы: Сагитов А.О., Алимбекова А.К., Дуйсембеков Б.А., Чадинова А.М., Найманова Б.Ж., Джубатова Э.А. 
Авторские свидетельства:
1. Темрешев И.И., Есенбекова П.А., Сагитов А.О., Мухамадиев Н.С. Разведение жалящих перепончатокрылых (опылителей и энтомофагов) на полях кормовых культур Алматинской области (произведение науки). - Свидетельство о госрегистрации на объект авторского права № 0723 от 14.03.2018 г. ИС 1822.
2. Сагитов А.О., Копжасаров Б.К., Джаймурзина А.А., Умиралиева Ж.З., Дарубаев А.А., Калдыбеккызы Г., Джумахан Д.М., Жанарбекова А.Б. «Локализация и ликвидация бактериального ожога плодовых культур в очагах заражения» (произведение науки). №2125 от 25.06.2018
3 Жанарбекова А.Б., Слямова Н.Д., Сагитов А.О., Кочоров А.С., Султанова Н.Ж., Бекежанова М.М. «Идентификация возбудителей пятнистостей листьев, имеющие сходные симптомы проявления на зерновых культурах» (произведение науки). №1549 от 18.05.2018 г.
4 Свидетельство о государственной регистрации прав на объект Авторского права (№2093 от 25.06.2018 г.) «Система защитных мероприятий против гельминтоспориозной корневой гнили пшеницы» (произведение науки). – Авторы: Кочоров А.С., Сагитов А.О., Султанова Н.Ж., Жанарбекова А.Б., Копирова Г.И., Бекежанова М.М.
5 Сагитов А.О., Дуйсембеков Б.А., Жанарбекова А.Б., Копжасаров Б.К., Калдыбеккызы Г., Джаймурзина А.А., Динасилов А.С. и др. «Прикладные научные исследования в области защиты и карантина растений для обеспечения фитосанитарной безопасности Республики Казахстан» (произведение науки), №0645 от 05.03.2018 г.
6 Бекежанова М.М., Сагитов А.О., Жанарбекова А.Б., Султанова Н.Ж. «Способы защиты посевов ячменя от гельминтоспориозных пятнистостей и ринхоспориоза» (произведение науки), №2444 от 23.07.2018 г.
7 Сагитов А.О. №2053 от 21 июня 2018 г. «Оңтүстік Қазақстанда қырыққабатты зиянкестер мен аурулардан қорғау жүйесі» (произведение науки).
8 Сагитов А.О. №21245 от 25 июня 2018 г. «Формирование разновозрастных партий трихограммы для борьбы с вредителями сельскохозяйственных культур» (произведение науки).
9 Динасилов А.С., Сагитов А.О., Жунисбай Р.Т., Гриценко Д.А., Хамдиева О.Х., Дуйсембеков Б.А., Исламова Р.А., Жанарбекова А.Б., Низамдинова Г.К., Динасилова Г.А. «Методы идентификации карантинного объекта – Южноамериканской томатной моли» (произведение науки), №2756 от 24.08.2018 г.
10 Сагитов А.О., Джаймурзина А.А., Жанарбекова А.Б., Есжанов Т.К., Копжасаров Б.К. «Система защиты бахчевых культур от вредителей и болезней» (произведение науки), №2755 от 24.08.2018 г. 
За последние 5 лет был руководителем  2 программ и 1 грантового проекта:
1) BR06249206 «Трансферт, адаптация и внедрение передовых технологий контроля карантинных и особо опасных вредных организмов для обеспечения фитосанитарной безопасности АПК Республики Казахстан» (2018-2020)
2) BR06349590 «Создание инновационного агротехнологического парка для реализации точного земледелия» (2018-2020)
Грантовый проект:
1) AP05134585 Разработка и внедрение технологий массового разведения и применения, основных энтомоакарифагов для защиты овощных культур защищенного грунта от вредителей с целью обеспечения безопасности сельскохозяйственной продукции (2018-2020).
В настоящее время академик Сагитов А. является руководителем программы ПЦФ МСХ РК 2024-2026 гг. «Создание популяции карантинных вредных организмов ограничено распространенных на территории Республики Казахстан».